# Коксова теорема
Коксова теорема, названа по физичару Ричарду Коксу, је извођење закона теорије вероватноће из скупа постулата. Ово извођење оправдава такозвано "логично" тумачење вероватноће. Како закони вероватноће изведени из Коксове теореме важе за било који предлог, логично вероватноћа је врста Бајесове вероватноће. Остали облици Бајесинизма, као што је субјективно тумачење, дате су и друге оправдања.

## Коксове претпоставке
Кокс је желео да његов систем да задовољи следеће услове:
1. Дељивости и упоредивост - веродостојност изјаве је прави број и зависи од информација које су у вези са изјавом.
2. Здрав разум - Веродостојност треба разумно да варира у зависности од процене веродостојности у моделу.
3. Доследност - Ако веродостојност изјаве може да се изведе на много начина, сви резултати морају бити једнаки.

Постулати, како је наведено овде су узети од Арнборга и Сјодина. "Здрав разум" подразумева усклађеност са Аристотеловском логиком када су изјаве потпуно прихватљиве или немогуће.
Постулати онако како је првобитно наведено од стране Кокса нису математички ригорозна (мада боље него неформалном опис изнад), на пример, као што је наведено од стране Халперн. Међутим, изгледа да је могуће да их повећа са разним математичким претпоставкама имплицитно или експлицитно од Кокса да се произведе ваљан доказ.
Коксове аксиоме и функционалне једначине су:
- Веродостојност предлогом одређује веродостојност негације предлога; или смањује као и други повећава. Јер, "двострука негација је афирмативна", ово постаје функционална једначина

{\displaystyle f(f(x))=x,\,}
рекавши да је функција f која пресликава вероватноћу предлога у вероватноћу негације предлога инволуција, односно, да је сама по себи инверзна.
- Веродостојност конјукције [A & B] од две пропозиције А, В, зависи само од прихватљивости В, и то од А с обзиром да је Б је истина. (Из овога Кокс на крају закључује да конјукција веродостојности је асоцијативна, а затим да може бити и обично умножавање реалних бројева.) Због асоцијативне природе "и" операције у исказној логици, ово постаје функционална једначина и каже да је функција g таква да

{\displaystyle P(A\ {\mbox{and}}\ B)=g(P(A),P(B|A))}
је асоцијативна бинарна операција. Свако строго повећање асоцијативне бинарне операције реалних бројева је изоморфно умножавање бројева у интервалу [0, 1]. Ова функција према томе може бити узета као множење.
- Претпоставимо да је [A & B] еквивалентно са [C & D]. Ако стекну нова информација А и онда стекну додатне нови информациони Б, и ажурира све вероватноће сваки пут су ажурирани вероватноће ће бити исти као да смо први пут стекао нови информациони C и затим стечено додатне нове информације D. С обзиром на чињеницу да множење вероватноћа може бити схваћено обична умножавање реалних бројева, ово постаје функционална једначина

{\displaystyle y\,f\left({f(z) \over y}\right)=z\,f\left({f(y) \over z}\right)}
где је f као горе.
Коксова теорема имплицира да је свака вероватноћа модела који задовољава постулат еквивалентна субјективном моделу вероватноће, односно, могу да се конвертују вероватноће модела поновним скалирањем.

## Импликације Коксових постулата
Закони вероватноће изведени из ових постулата су следећи. w(A|B) је "веродостојност" предлога А додељеном В, и m је неке позитиван број. Даље, AC представља апсолутну допуну А.
1. Certainty is represented by w(A|B) = 1.
2. For some real number m, wm(A|B) + wm(AC|B) = 1.
3. w(A, B|C) = w(A|C) w(B|A, C) = w(B|C) w(A|B, C).

Важно је напоменути да постулати подразумевају само ове опште карактеристике. Можемо опоравити уобичајене законе вероватноће постављањем нове функције, конвенционално означене  P или Pr, једнако wm.  Тада добијамо законе вероватноће у више познатом облику:
1. Одређена истина је представљена од стране Pr(A|B) = 1, и сигурна неистина од Pr(A|B) = 0. (Ако је m негативно, ово одговара одређеној неистини коју заступа w(A|B) = бесконачно.)
2. Pr(A|B) + Pr(AC|B) = 1
3. Pr(A, B|C) = Pr(A|C) Pr(B|A, C) = Pr(B|C) Pr(A|B, C).

Правило 2 је правило за негацију, и правило 3 је правило за конјукцију. С обзиром да се било који предлог који садржи конјукцију, дисјункцију, а негација може да се еквивалентно преформулише користећи се везником и самом негацијом (конјукција нормалне форме), сада можемо решити било које једињење предлога.
Закони су тако добијене вредности вероватноће, али нису пребројиве вредности. Теоријска мера формулација Колмогорова претпоставља да је мера вероватноћа пребројива вредност. Мало јачи услов је потребан за доказивање одређених теорема.

## Интерпретација и даље дискусије
Коксова теорема се користи као један од оправдања за употребу Бајесове теорије вероватноће. На пример, у Џејнсу је детаљно обрађено у поглављима 1 и 2 и представља камен темељац за остатак књиге. Вероватноћа се тумачи као формални систем логике, на природни наставак Аристотеловске логике (у којем свака изјава је тачна или нетачна) у домену резоновања у присуству неизвесности.
Расправљано је у којој мери теорема искључује алтернативне моделе за расуђивање о несигурности. На пример, ако су неке "неинтуитивне" математичке претпоставке пале онда алтернатива би могла бити осмишљена, на пример, обезбеђен пример Халперна. Како год Арнборг и Сјордин предлажу додатне "здраво разумске" постулате, који ће омогућити да претпоставке буду опуштени у неким случајевима док је још искључујен Халперн пример. Остале приступе су осмислили Харди или Дупре и Типлер.
Оригинална формулација Коксове теореме је у Коксу (1946) која је допуњена додатним резултатима и другим дискусијама у Коксу (1961). Џејнс наводи Абел за прву познату употребу асоцијативности функционалне једначине. Ацел обезбеђује дуг доказ о "асоцијативности једначине" (pp. 256-267). Џејнс (p27) репродукује краћи доказ у Коксу о којој диференцијабилности се претпоставља. Водич за Косову теорему Ван Хорн има за циљ свеобухватно увођење читаоца у све ове референце.